# Mlače
Mlače – wieś w Słowenii, w gminie Slovenske Konjice. W 2018 roku liczyła 247 mieszkańców.